# Assumption College Sriracha
Assumption College Sriracha, engelskt namn på en katolsk skola i Chonburi, Thailand, grundad 1944.